# San Salvador Centro
San Salvador Centro es uno de los 44 municipios de El Salvador y además es el municipio que alberga la Capital del país. Este municipio está formado por 12 distritos que son los más importantes del territorio Nacional en cuanto a población, los cuales son San Salvador (que es la capital del país), Mejicanos, Delgado, Cuscatancingo y Ayutuxtepeque, pertenecientes todos al Área metropolitana de San Salvador.

## División administrativa
Según la más reciente estimación poblacional de El Salvador realizada por el Banco Central de Reserva de El Salvador en 2023, San Salvador Centro es el municipio más poblado del país. El municipio está políticamente dividido en 5 distritos y 12 Zonas:
|               | |          |           |                                |
| Distritos     | Zonas | Área km2 | Población | Densidad poblacional (hab/km²) |
| San Salvador  | - ZCH:Centro Histórico - Z1: Centro Gobierno - Z2: Universitaria - Z3: Salvador del Mundo - Z4: Altamira - La Cima - Z5: San Jacinto - Z6: Fenadesal | 72.25    | 334 416   | 4 628.60                       |
| Mejicanos     | - Z7: Mejicanos | 22.12    | 134 363   | 6 074.28                       |
| Ayutuxtepeque | - Z8: El Zapote - Z9: Los Llanitos | 8.41     | 36 628    | 4 355.29                       |
| Cuscatancingo | - Z10: San Luis Mariona - Z11: Las Flores | 5.4      | 75 868    | 14 049.63                      |
| Delgado       | - Z12: Delgado | 33.42    | 123 638   | 3 699.52                       |
| Totales       | Totales | 141.60   | 704 913   | 4 978.2                        |